# Liste der italienischen Nachrichtendienste
- Derzeitige Dienste (seit 2007):
  - Dipartimento delle Informazioni per la Sicurezza (DIS) (Koordination)
  - Agenzia Informazioni e Sicurezza Esterna (AISE) (Auslandsnachrichtendienst)
  - Agenzia Informazioni e Sicurezza Interna (AISI) (Inlandsnachrichtendienst)
  - Centro Intelligence Interforze (II RIS/J2) (Militärischer Nachrichtendienst)

- Ehemalige Dienste:
  - Comitato Esecutivo per i Servizi di Informazione e di Sicurezza (CESIS) (Koordination, 1977–2007)
  - Servizio per le Informazioni e la Sicurezza Militare (SISMI) (Verteidigungsministerium, 1977–2007)
  - Servizio per le Informazioni e la Sicurezza Democratica (SISDE) (Innenministerium, 1977–2007)
  - Servizio Informazioni Difesa (SID) (Verteidigungsministerium, 1965–1977)
  - Servizio Informazioni Forze Armate (SIFAR) (Verteidigungsministerium, 1949–1965)
  - Servizio Informazioni Militare (SIM) (Kriegsministerium, 1927–1945)
  - Servizio Informazioni Operative e Situazione (SIOS) (Teilstreitkräfte G2/A2) (1949–1997)
  - Servizio di Sicurezza (Sds) (Innenministerium, Terrorbekämpfung, 1974–1977)
  - Servizio Informazioni Generali e Sicurezza Interna (Sigsi) (Innenministerium, bis 1977)
  - Organizzazione di Vigilanza e Repressione dell’Antifascismo (OVRA) (Geheimpolizei, 1927–1943)

Hauptartikel: Nachrichtendienste Italiens